# Rowlandius toldo
Espèce
Rowlandius toldo est une espèce de schizomides de la famille des Hubbardiidae.

## Distribution
Cette espèce est endémique de Cuba. Elle se rencontre dans les provinces de Holguín et de Guantánamo,.

## Description
Le mâle holotype mesure 3,35 mm et la femelle paratype 3,33 mm.

## Étymologie
Son nom d'espèce lui a été donné en référence au lieu de sa découverte, le plateau El Toldo à Moa.

## Publication originale
- Armas, 2002 : Nuevas especies de Rowlandius Reddell & Cokendolpher, 1995 (Schizomida: Hubbardiidae) de Cuba. Revista Iberica de Aracnologia, vol. 6, p. 149–167 (texte intégral).